# Arctosa sanctaerosae
Arctosa sanctaerosae behoort tot de familie van de wolfspinnen (Lycosidae).
Deze zandwolfspin heeft een tankleurig kopborststuk met vier opvallend grote ogen en rode cheliceren. Het achterlijf is grijs met een duidelijke donkergrijze streep. De poten zijn wit met verkleuringen aan het eind van de poten. De spin komt voor langs de kust van de Golf van Mexico, van Mississippi tot Florida. Ze leven in kleine holen in intacte duinen, waar ze 's nachts uitkomen om te jagen. Bij gevaar trekt de spin zich snel in zijn hol terug.